# Pedracastell
Pedracastell és una muntanya de 309 m que hi ha entre els municipis de Canet de Mar i de Sant Iscle de Vallalta, a la comarca del Maresme. Està inclòs al llistat dels 100 cims de la FEEC amb el nom de Pedracastell o Creu de Canet, tot i que el punt on es troba la Creu de Pedracastell o Creu de Canet, originalment dissenyada per Lluís Domènech i Montaner, és a un punt una mica més baix, a 285,3 metres.

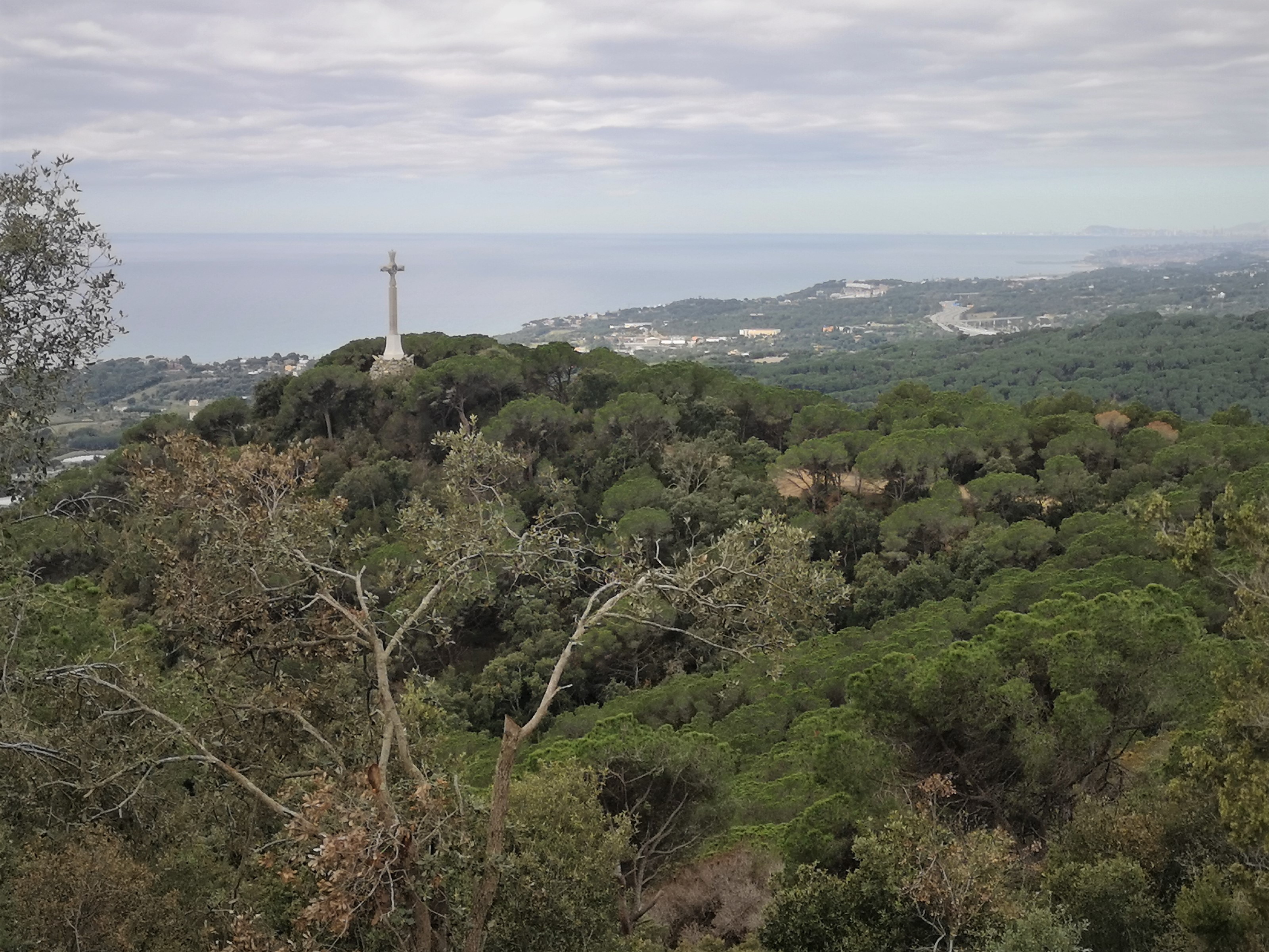
Creu de Canet des del cim de Pedracastell

Des de dalt del cim es pot apreciar tot Canet de Mar, Sant Pol de Mar i una part d'Arenys de Mar. Per la banda del darrere es pot observar tota la Vallalta i les seves valls, el Montnegre, la serra dels Termes, la serra d'en Sala i el Cap de Bou. Més amunt del pla, a la Creu de Pedracastell, hi ha unes roques que pugen cap a la Creu, des d'on es pot gaudir de més perspectives amb el mar de fons.
És el punt més alt de la Serra del Puig, una serra situada entre els municipis de Sant Iscle de Vallalta i Canet de Mar.